# Kiowa Gordon

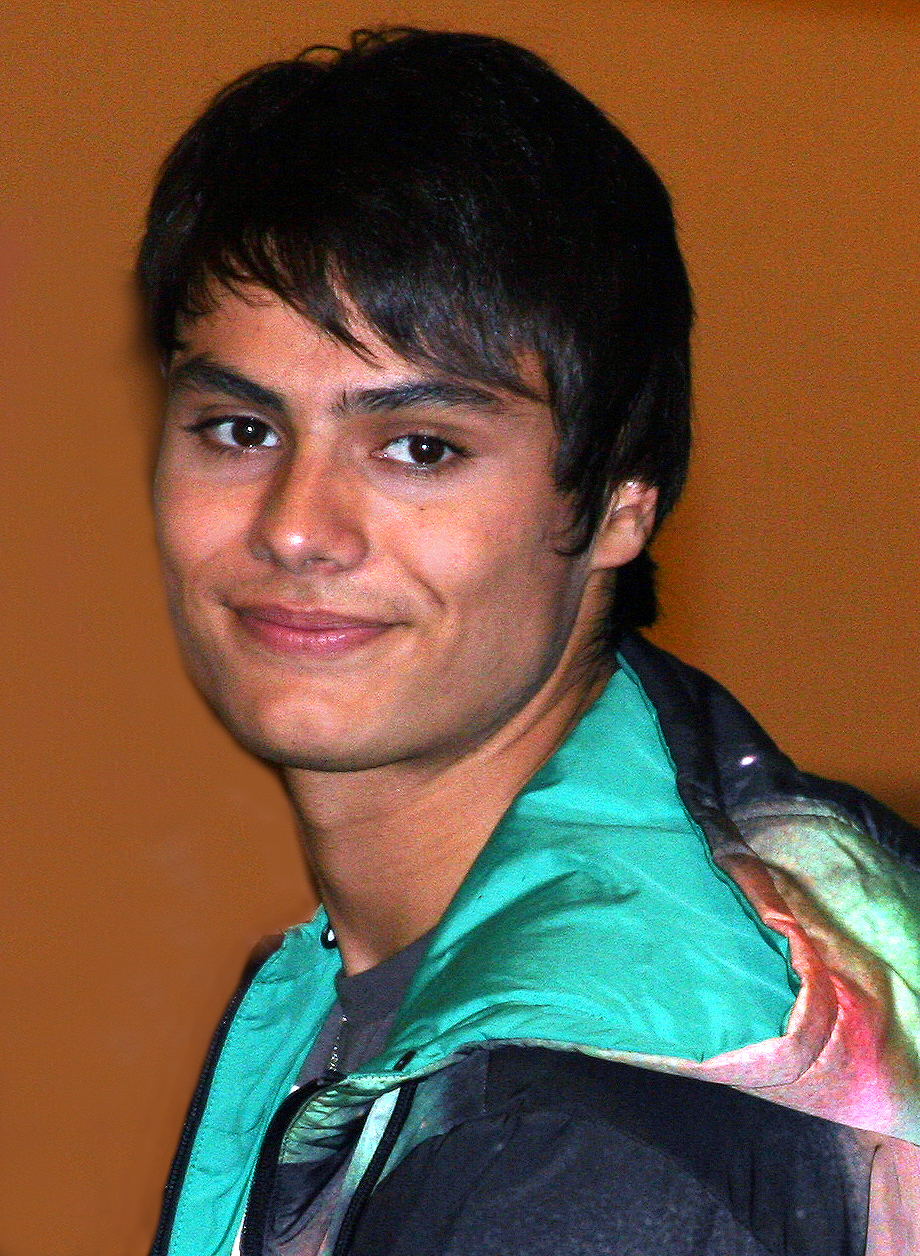
Kiowa Gordon im Jahr 2009

Kiowa Joseph Gordon (* 25. März 1990 in Berlin) ist ein US-amerikanischer Schauspieler und Angehöriger des Hualapai-Stamms. Er wurde bekannt durch seine Rolle als Embry Call in New Moon – Biss zur Mittagsstunde.

## Leben
Gordon wurde in Berlin geboren, wo sein Vater damals arbeitete. Er wuchs in Arizona auf und besuchte die Cactus Shadow High School in Cave Creek, Arizona. Gordon ist das siebte von acht Kindern (Mac, Sean, Aaron, Josh, Cheyenne, Sariah, Lakota). Seine Mutter Camille Nighthorse Gordon ist ebenfalls Schauspielerin.
Im Jahr 2009 spielte Gordon den Werwolf Embry Call in New Moon – Biss zur Mittagsstunde, basierend auf Stephenie Meyers gleichnamigem Roman. Gordon erklärte, er sei von der Autorin Stephenie Meyer in der Kirche entdeckt worden. Sie fand, er wäre perfekt als Werwolf. Er meldete sich darauf für ein freies Casting und bekam die Rolle als Jacob Blacks bester Freund und ersetzte dessen Vorgänger Krys Hyatt (der den Embry in Twilight – Biss zum Morgengrauen spielte). Kürzlich beendete er die Arbeit an dem dritten Teil der Twilight-Reihe, Eclipse – Biss zum Abendrot. Er spielte außerdem die Rolle des Brad in dem Horror-Thriller Into the Darkness. 2011 und 2012 war Kiowa im letzten Streifen von Stephenie Meyers Twilight Saga Breaking Dawn zu sehen.

## Filmografie
- 2009: New Moon – Biss zur Mittagsstunde (The Twilight Saga: New Moon)
- 2010: Eclipse – Biss zum Abendrot (The Twilight Saga: Eclipse)
- 2011: Breaking Dawn – Biss zum Ende der Nacht, Teil 1 (The Twilight Saga: Breaking Dawn – Part 1)
- 2011: Into the Darkness
- 2012: Breaking Dawn – Biss zum Ende der Nacht, Teil 2 (The Twilight Saga: Breaking Dawn – Part 2)
- 2012: The Lesser Blessed
- 2014: The Red Road (Fernsehserie)
- 2019: Castle in the Ground
- 2019: Blood Quantum
- 2020: Der Befreier (The Liberator, Miniserie, 2 Folgen)
- seit 2022: Dark Winds - Der Wind des Bösen (Serie)
- 2024: Rez Ball (Spielfilm)